# Thập niên 1060
Thập niên 1060 là thập niên diễn ra từ năm 1060 đến 1069.